# Emmelia aureola
Emmelia aureola is een vlinder van de familie van de uilen (Noctuidae). De wetenschappelijke naam van deze soort is voor het eerst voorgesteld als Acontia aureola door Hermann Hacker in een publicatie uit 2007.
De soort komt voor in Namibië.